# 神鬼認證：傑森包恩
《神鬼認證：傑森包恩》是一部2016年美國動作驚悚片，為保羅·葛林葛瑞斯執導和監製，並與麥特·戴蒙和克里斯多福·勞斯共同編劇。本片為2007年電影《神鬼認證：最後通牒》的直接續集和「神鬼認證系列電影」的第五部作品。由麥特·戴蒙、茱莉亞·史緹爾、艾莉西亞·薇坎德、湯米·李·瓊斯、文森·卡索和里茲·阿邁德主演。
正式拍攝於2015年9月8日開始進行。環球影業定於2016年7月29日在美國上映。

## 劇情
杰森·伯恩（马特·达蒙 饰）曝光黑薔薇行動並失蹤十年後，最终于失忆症中恢复过来，靠打黑拳维生的他过着与世隔绝的生活。在冰島雷克雅維克，妮基·帕森斯（朱丽娅·斯蒂尔斯 饰）与克里斯蒂安·达索领导的駭客组织联手駭进美国中央情报局的大型伺服器，揭露中情局的秘密行动计划。期间，帕森斯发现杰森·伯恩加入绊脚石计划及其父亲在该计划中角色的文档，她决定前往希腊通知伯恩。帕森斯入侵系统引起中情局网络部门负责人希瑟·李（艾莉西亚·维坎德 饰）和中情局主管罗伯特·杜威（汤米·李·琼斯 饰）警觉。
在希腊，帕森斯和伯恩趁着宪法广场爆发反政府示威的空当碰头。他们躲开找到他们的中情局小队，但帕森斯不幸被伯恩的仇人、黑蔷薇计划暴露后被抓获并遭折磨的殺手（文森特·卡索 饰）枪杀。帕森斯死前把装有中情局文件的行李保险箱的钥匙留下给伯恩。伯恩打算寻找他的过去和家人的答案，在柏林追踪到达索。伯恩解开帕森斯的文件，发现當時任職中情局分析師的父亲理查德·韦伯曾参与創立绊脚石计划。然而，文档中植入的病毒将伯恩的位置暴露给中情局，于是杜威派出小组前去抓捕，而李远程刪除文件，防止再次泄露。达索袭击伯恩时，被伯恩杀死。李借此机会发短信提醒伯恩有小队跟踪，相信自己可以劝说伯恩回归情报局。利用在柏林收集到的稀少线索，伯恩跟踪到前绊脚石监控人员马尔科姆·史密斯，于是安排他与自己在伦敦帕丁顿广场（Paddington Square）碰头。
李说服杜威让她私底下联络伯恩，试图把他带回来。杜威表面装作同意，却认为伯恩不会同意，在私底下授权埃塞特消灭李的队员并击毙伯恩。知道被中情局盯梢的伯恩避開李和埃塞特的追踪，接触到史密斯。史密斯坦承，理查德·韦伯创造了绊脚石计划，但不想儿子伯恩成为杀人机器，便千方百计阻挡同事招募伯恩。在杜威的指示下，刺客用汽车炸弹炸死理查德·韦伯，好将他的死包装成恐怖袭击，从而说服伯恩加入计划。语毕，史密斯被刺客击毙，伯恩逃跑并找到李。李承认她对心狠手辣的杜威也很不爽，让伯恩跟她联手挫败杜威的计划，于是把伯恩直接带到拉斯维加斯的科技峰会。
杜威计划出席社交媒体企业深梦（Deep Dream）CEO亚伦·卡洛尔在峰会上举办的公开辩论会。卡洛尔是互联网时代企业社会责任的公众形象，但杜威用钱收买他，打算利用深梦开启实时大规模监控计划，让针对性刺杀计划绊脚石、黑蔷薇、结果和LARX重获新生。杜威估计到卡洛尔会阻止中情局获得深梦，便授权刺客刺杀背叛她的卡洛尔和李。伯恩按照约定的时间到场挫败暗杀行动，并在客房与杜威过招。杜威利用伯恩的爱国主义情怀拖延时间，好让特工到场。伯恩杀死了杜威的左膀右臂杰弗斯，而李在杜威枪杀伯恩之前到场，及时击毙杜威。伯恩掩盖李的在场证据，之后与刺客展开飞车大战，最终在下水道的白刃战中扭断了刺客的脖子。
后来，李向国家情报总监埃德温·罗素证实杜威的办法已过时，并毛遂自荐为替代杜威的中央情报局局长，希望能当罗素在中情局的耳目，並威脅他。她简述了利用伯恩的信任，将他带回情报局的计划，但承认如果伯恩拒绝，有必要杀了他。李向伯恩许诺，当他回归时，中情局一定会成为他所认为的那个组织，但伯恩要求给他时间考虑，还留下李与罗素在车子里对话的录音，表示他不信任李，之后再度失踪。

## 演員
| 演員            | 角色                                             |
| 麥特·戴蒙       | 傑森·包恩／大衛·韋伯（Jason Bourne／David Webb） |
| 湯米·李·瓊斯    | 羅柏·杜威（Robert Dewey）                        |
| 艾莉西亞·薇坎德 | 希瑟·李（Heather Lee）                           |
| 文森·卡索       | 刺客（Asset）                                    |
| 茱莉亞·史緹爾   | 妮琪·帕森斯（Nicky Parsons）                     |
| 里茲·阿邁德     | 亞倫·卡洛爾（Aaron Kalloor）                     |
| 艾托·艾桑多     | 克雷格·傑佛斯（Craig Jeffers）                   |
| 史考特·謝潑德   | 艾德溫·羅素（Edwin Russell）                     |

## 發行
2015年1月，電影的上映日定為2016年7月29日。首支電影片段於2016年2月7日的第五十屆超級盃上釋出，同時也揭示了片名。

## 迴響

### 評價
爛番茄新鮮度56%，基於247條評論，平均分為5.9/10，而在Metacritic上得到58分，評價褒貶不一。據CinemaScore調查，在A+至F間觀眾的評價約落在「A-」。

### 票房
在美國和加拿大，《神鬼認證：傑森包恩》預計能從4025間戲院中獲得5000萬至6000萬美元的票房。美國首映週末票房為6000萬美元，表現尚可。
在國際市場上，本片排於四十六個地區發行，包括澳大利亞、巴西、韓國、英國和愛爾蘭。
台灣方面，首週四天票房為新台幣6300萬元；次週票房累計至新台幣1.07億元；最終全台票房為新台幣1.44億元。
| 上一届： 《星際爭霸戰：浩瀚無垠》 | 2016年美國週末票房冠軍 第31周     | 下一届： 《自殺突擊隊》          |
| 上一届： 《星際爭霸戰：浩瀚無垠》 | 2016年台灣週末票房冠軍 第31周     | 下一届： 《自殺突擊隊》          |
| 上一届： 《星際爭霸戰：浩瀚無垠》 | 2016年台北週末票房冠軍 第31周     | 下一届： 《自殺突擊隊》          |
| 上一届： 《使徒行者》             | 2016年中国内地一周票房冠军 第35周 | 下一届： 《星际迷航3：超越星辰》 |

### 争议
《谍影重重5》在中国大陆上映时特别提供了3D专制版。但是由于影片风格和片中大量的运动镜头并不适合3D观看，而且影片在全球其他市场上映时都只提供2D版本。以北京为例，全市仅有8家影院放映2D版，并多以老旧影院为主。影评人张小北认为这是片方的一种圈钱行为。桃桃淘电影、木卫二在微博上批评道：“3D版画面太暗，夜戏一片糊；快速剪辑和手持摄影不适合3D形式展现，看得人头晕想吐。”也有意见认为发行方想借3D版的高票价来提高盈利，不少影评人和观众已在网上呼吁大家抵制无良的3D版。最终发行方和影院同意增加2D版的排场，但是受制于2D版的低票价和3D版的负面影响，仍导致入座率提升了但票房仍有下降。

## 外部連結
- 官方网站 （中文）
- 互联网电影数据库（IMDb）上《神鬼認證：傑森包恩》的资料（英文）
- 爛番茄上《神鬼認證：傑森包恩》的資料（英文）
- Box Office Mojo上《神鬼認證：傑森包恩》的資料（英文）
- Metacritic上《神鬼認證：傑森包恩》的資料（英文）
- AllMovie上《神鬼認證：傑森包恩》的资料（英文）
- 開眼電影網上《神鬼認證：傑森包恩》的資料（繁體中文）
- 时光网上《神鬼認證：傑森包恩》的資料（简体中文）
- 豆瓣电影上《神鬼認證：傑森包恩》的資料 （简体中文）